# Suski Młynek
Suski Młynek es un pueblo de Polonia, en Mazovia.  Se encuentra en el distrito (Gmina) de  Białobrzegi, perteneciente al condado (Powiat) de Białobrzegi. Se encuentra aproximadamente a 5 km al sur de Białobrzegi, y a 68 km  al sur de Varsovia. 
Entre 1975 y 1998 perteneció al voivodato de Radom.